# 1992年夏季残疾人奥林匹克运动会独联体代表团
1992年夏季残疾人奥林匹克运动会独联体代表团是独联体派出的1992年夏季残疾人奥林匹克运动会代表团。获得19枚金牌、15枚银牌和16枚铜牌。